# ۱۶ ژانویه
۱۶ ژانویه در تقویم گرگوری، شانزدهمین روز سال است. ۳۴۹ روز (در سال‌های کبیسه ۳۵۰روز) تا پایان سال باقی است.

## رویدادها
- ۱۵۴۷ - ایوان چهارم معروف به «ایوان مخوف» به عنوان تزار روسیه تاج گذاری کرد.
- ۱۹۴۵ - آغاز جنگ بوداپست برای شکستن محاصره نیروهای ارتش شوروی توسط نیروهای آلمان نازی.
- ۱۹۷۹ - محمدرضا شاه پهلوی ایران را ترک کرد.
- ۲۰۱۳ - روز آزادی مذهب در ایالات متحده آمریکا.[۱]

## زادروزها
- ۱۸۸۴ - ژول سوپرویل، شاعر و داستان‌نویس فرانسوی، (درگذشته ۱۹۶۰)
- ۱۸۸۹ - طه حسین، از نوابغ علمی و ادبی مصر
- ۱۸۹۴ - محمود تیمور،  داستان‌نویس و نمایشنامه‌نویس مصری
- ۱۹۰۱ - فولخنثیو باتیستا ثالدیوار، سیاستمدار کوبایی، (درگذشته ۱۹۷۱)
- ۱۹۰۸ - ایثل مرمن، بازیگر و خواننده آمریکایی، (درگذشته ۱۹۸۴)
- ۱۹۲۳ - ژوزف مزاروش، مربی فوتبال مجارستانی، (درگذشته ۱۹۹۷)
- ۱۹۴۳ – رونی میلساپ، خواننده و موسیقی‌دان اهل ایالات متحده آمریکا
- ۱۹۴۸ – آنتس لانئوتس، نظامی اهل استونی
- ۱۹۶۷ - آندره‌آ جیمز، بازیگر آمریکایی،
- ۱۹۸۰ - سیدو کیتا، فوتبالیست مالیایی،

## مرگ‌ها
- ۱۷۹۴ - ادوارد گیبون، سیاستمدار و تاریخ‌نگار انگلیسی، (زاده ۱۷۳۷)
- ۱۸۳۱ - رودلف کروتزر، ویولنیست، معلم موسیقی، آهنگساز و رهبر ارکستری فرانسوی، (زاده ۱۷۶۶)
- ۱۹۴۲ - کارول لمبارد، بازیگر آمریکایی، (زاده ۱۹۰۸)
- ۱۹۵۷ - آرتورو توسکانینی، آهنگساز و موسیقی‌دان و رهبر ارکستر ایتالیایی، (زاده (میلادی))